# Ławeczka Anny Potockiej w Rymanowie-Zdroju
Ławeczka Anny Potockiej w Rymanowie-Zdroju – znajduje się naprzeciwko pijalni zdrojowej w Rymanowie-Zdroju, z rzeźbą Anny Potockiej założycielki uzdrowiska.
Pomnik jest dziełem artysty rzeźbiarza Andrzeja Samborowskiego-Zajdla. Został odsłonięty 15 sierpnia 2015 i zainaugurował obchody jubileuszu 140 rocznicy odkrycia wód mineralnych w Rymanowie w 1876.

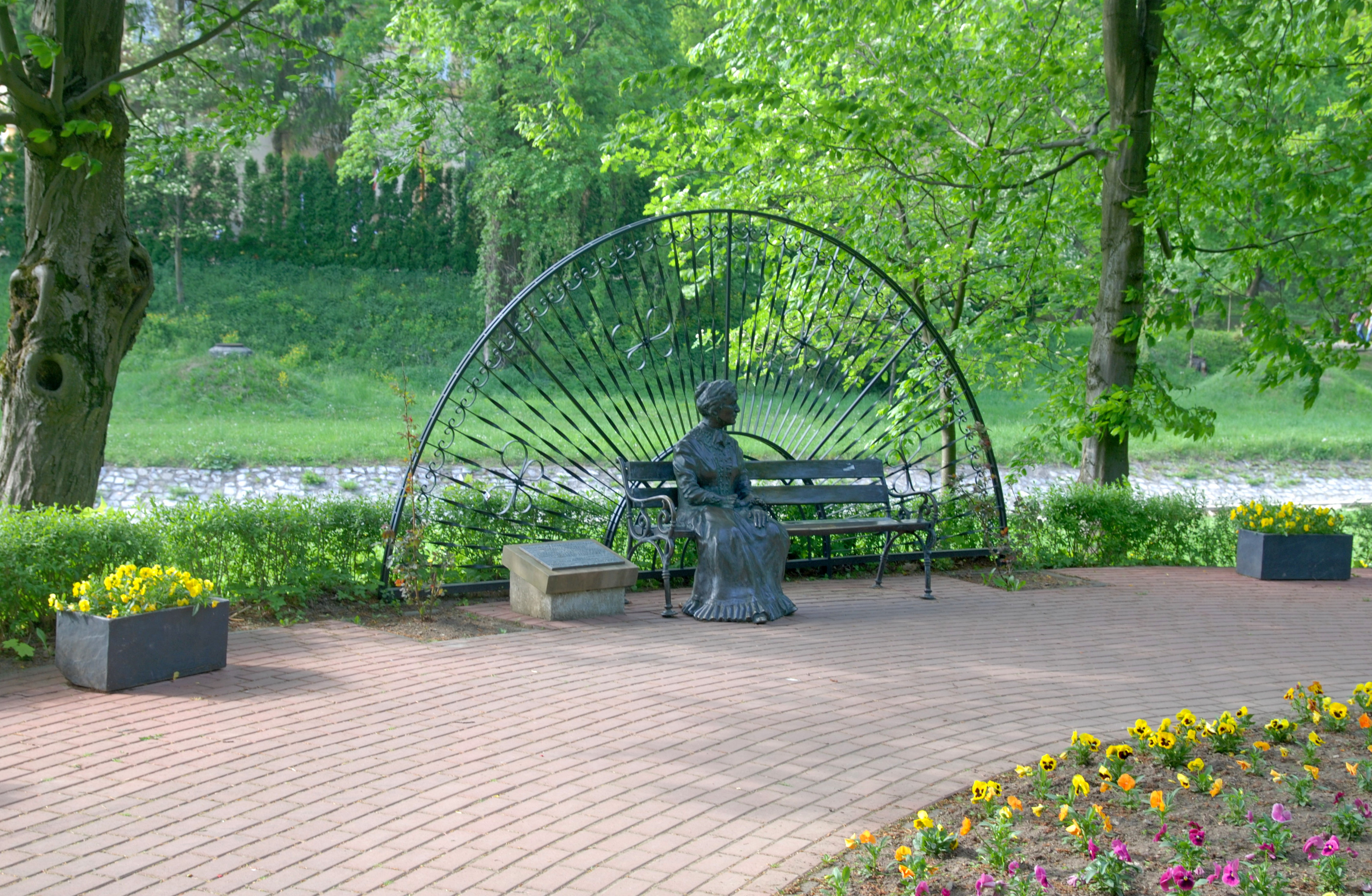
Z oddali
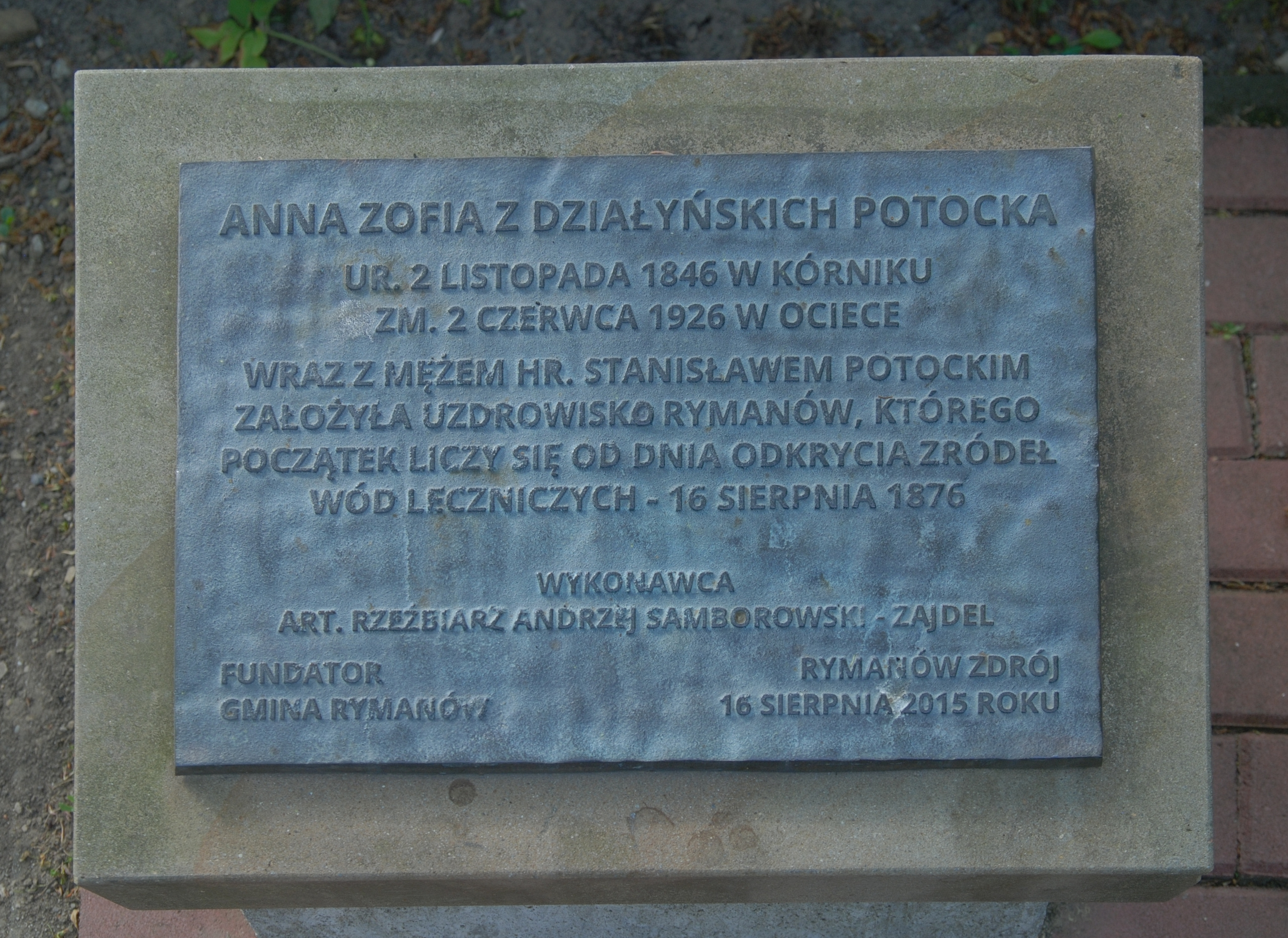
Tablica